# RECOMB
Research in Computational Molecular Biology ( RECOMB ) est un congrès scientifique annuel sur les thèmes de la bio-informatique et de la biologie numérique. La conférence a lieu chaque année depuis 1997 et est une conférence internationale majeure en biologie computationnelle, aux côtés des conférences ISMB (en) (Intelligent Systems for Molecular Biology) et ECCB (en) (European Conference on Computational Biology).  La conférence est affiliée à la International Society for Computational Biology. Depuis la première conférence, les auteurs des communications acceptées sont invités à soumettre une version révisée à un numéro spécial du Journal of Computational Biology.

## Description
RECOMB a été créé en 1997 par Sorin Istrail, Pavel Pevzner et Michael Waterman . La première conférence a eu lieu aux Laboratoires Sandia à Santa Fe (Nouveau-Mexique).
Une série de réunions satellites de RECOMB a été établie par Pavel Pevzner en 2001. Ces réunions couvrent des aspects spécialisés de la bio-informatique, y compris le séquençage massivement parallèle, la génomique comparative, la régulation de l'expression des gènes et l'enseignement de la bio-informatique.

## Développements
Depuis RECOMB 2010, la conférence comprend une section « highlights », calquée sur le succès d'une section similaire de la conférence ISMB. Cette section contient des présentations d'articles saillants de biologie numérique publiés au cours des 18 mois précédents,.
En 2014, RECOMB et PLOS Computational Biology sont convenus de permettre aux auteurs de soumettre des articles en parallèle à la conférence et à la revue. Les articles non sélectionnés pour publication dans PLOS Computational Biology sont publiés sous forme révisée dans le Journal of Computational Biology comme d'habitude,.
En 2016, la conférence a lancé un partenariat avec la revue scientifique Cell Systems (en). Chaque année, un sous-ensemble de travaux acceptés à RECOMB est également retenu pour publication dans un numéro spécial de Cell Systems consacré à RECOMB. D'autres articles de RECOMB sont résumés dans le même numéro.
Le comité de pilotage de RECOMB est présidé, en 2020, par Bonnie Berger.

## Liste des conférences
| Conférence  | Emplacement                | Institution hôte                                                 |
| ----------- | -------------------------- | ---------------------------------------------------------------- |
| RECOMB 1997 | Santa Fe, États-Unis       | Laboratoires Sandia                                              |
| RECOMB 1998 | New York City, États-Unis  | Mount Sinai School of Medicine                                   |
| RECOMB 1999 | Lyon, France               | Institut national de recherche en informatique et en automatique |
| RECOMB 2000 | Tokyo, Japon               | Université de Tokyo                                              |
| RECOMB 2001 | Montréal, Canada           | Université de Montréal                                           |
| RECOMB 2002 | Washington, DC, États-Unis | Celera Corporation                                               |
| RECOMB 2003 | Berlin, Allemagne          | Ministère fédéral de l'éducation et de la recherche              |
| RECOMB 2004 | San Diego, États-Unis      | Université de Californie à San Diego                             |
| RECOMB 2005 | Cambridge, États-Unis      | Broad Institute                                                  |
| RECOMB 2006 | Venise, Italie             | Université de Padoue                                             |
| RECOMB 2007 | San Francisco, États-Unis  | California Institute for Quantitative Biosciences (QB3)          |
| RECOMB 2008 | Singapour                  | Université nationale de Singapour                                |
| RECOMB 2009 | Tucson, États-Unis         | Université de l'Arizona                                          |
| RECOMB 2010 | Lisbonne, Portugal         | Instituto Superior Técnico                                       |
| RECOMB 2011 | Vancouver, Canada          | Université Simon Fraser                                          |
| RECOMB 2012 | Barcelone, Espagne         | Centre de régulation génomique                                   |
| RECOMB 2013 | Pékin, Chine               | Université Tsinghua                                              |
| RECOMB 2014 | Pittsburgh, États-Unis     | Université Carnegie-Mellon et Université de Pittsburgh           |
| RECOMB 2015 | Varsovie, Pologne          | Université de Varsovie                                           |
| RECOMB 2016 | Santa Monica, États-Unis   | Université de Californie à Los Angeles                           |
| RECOMB 2017 | Hong Kong, Chine           | Université de Hong Kong et Université chinoise de Hong Kong      |
| RECOMB 2018 | Paris, France              | École polytechnique (Sorbonne Université, campus de Jussieu)     |
| RECOMB 2019 | Washington, DC, États-Unis | Université George-Washington                                     |
| RECOMB 2020 | Padova, Italie             | Université de Padoue                                             |

## Articles liés
- Intelligent Systems for Molecular Biology (en) (ISMB)